# Palazzi di Cerignola
I palazzi storici di Cerignola non sono solo gli edifici appartenuti alle famiglie nobili o ai vari feudatari che nel corso dei secoli si sono insediati in città. Infatti una valenza storica possono averla anche gli edifici testimoni dello sviluppo economico che investì Cerignola, soprattutto nel corso del XIX.

## Palazzo Manfredi

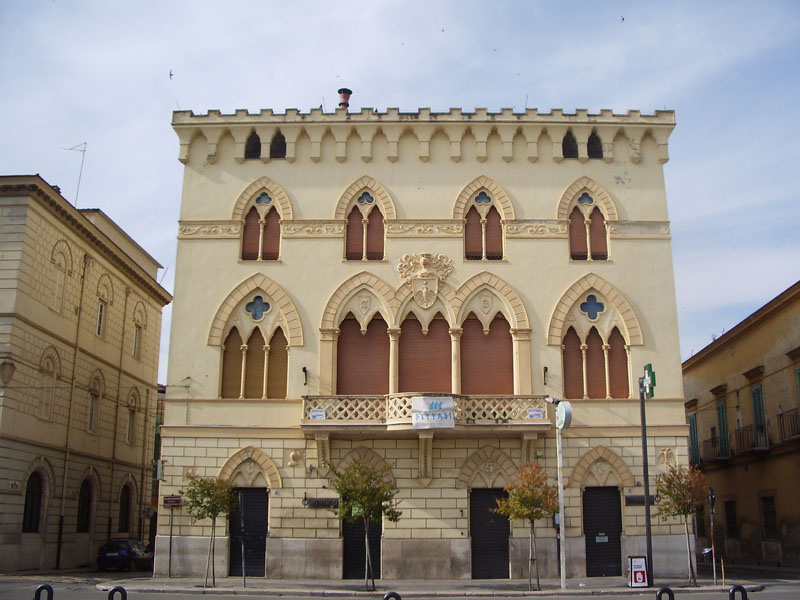
Prospetto principale di Palazzo Manfredi (2009)

Eretto fra la fine del XIX e l'inizio del XX secolo dal Barone avv. Giuseppe Manfredi De Blasiis, su progetto dell'ingegnere Di Capocelatro, ed ubicato in piazza Duomo, il palazzo fu uno dei soggetti più ripresi nelle cartoline per il suo stile armonioso, tipico dei palazzi veneziani, che si raccordava con lo stile gotico dei portali e delle finestre del Duomo all'epoca in costruzione. L'ingresso principale del palazzo è collocato sulla strada secondaria al fine di sfruttare al meglio i locali a piano terra prospicienti il corso principale e la grande piazza antistante. Da tale ingresso attraverso un androne coperto con volta a botte ribassata si arriva allo scalone che conduce ai piani superiori destinati a studi professionali ed abitazioni. Il prospetto principale, che si affaccia sulla piazza, è caratterizzato da una architettura in stile neogotico, con aperture a bifora al secondo piano, e a trifora al primo piano. Sempre sul prospetto principale il primo piano presenta centralmente una balconata sulla quale si affacciano tre grandi aperture sopra le quali risalta un grande stemma araldico con aquila reale simbolo della famiglia Manfredi. L'immobile recentemente rilevato, è ad oggi in ottimo stato, visti i frequenti lavori di manutenzione.

## Istituto Agrario "Giuseppe Pavoncelli"

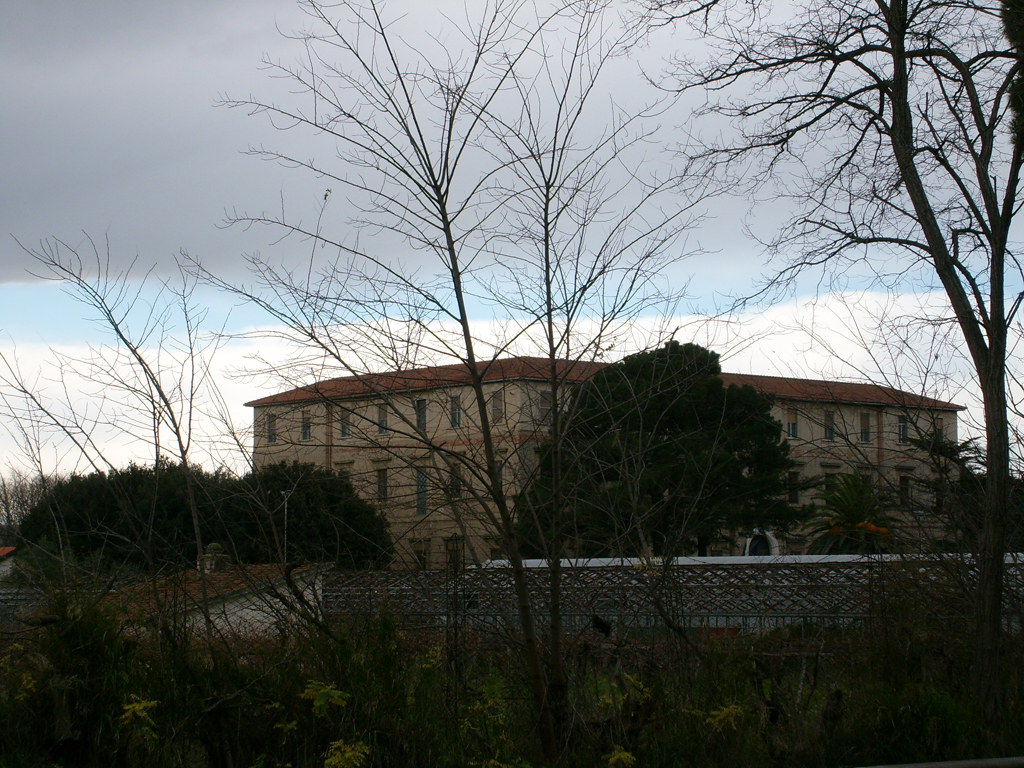
L'istituto agrario Pavoncelli

L'istituto scolastico è stato costruito nel 1868 (grazie a un lascito della vedova Pignatari) come istituzione finalizzata alla preparazione di tecnici specializzati nel campo agricolo. Attivo sin dal 1890, da poco ospita anche la sede di Cerignola dell'Università di Foggia.

## Palazzo Bruni

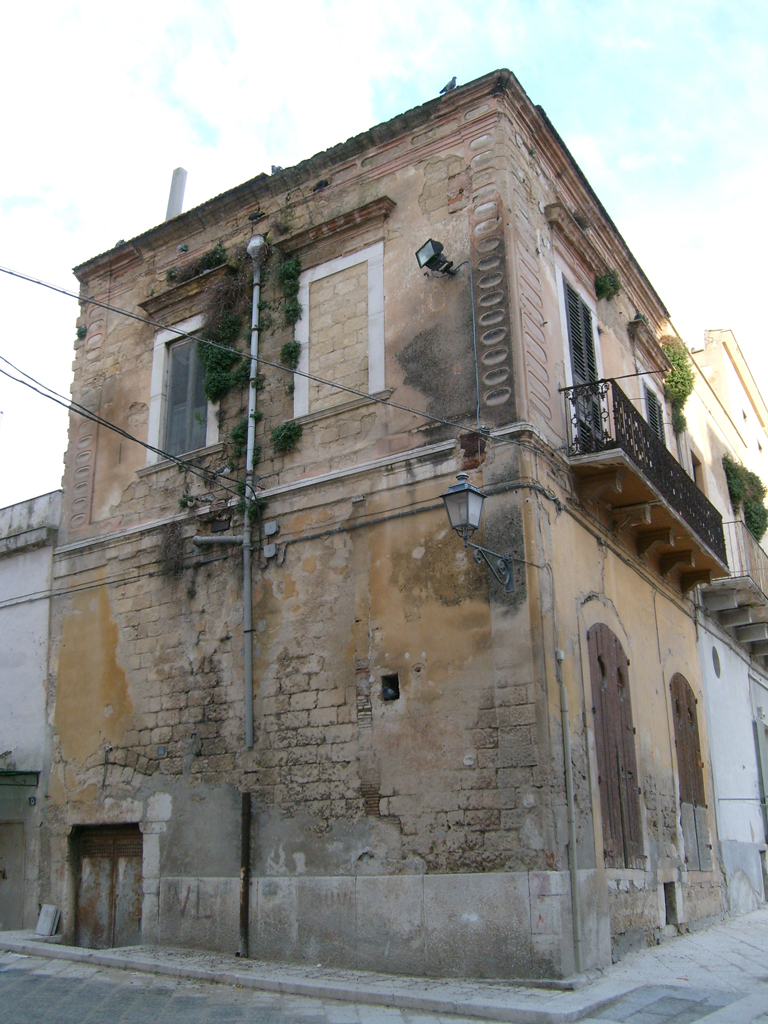
Palazzo Bruni

L'edificio era ubicato in largo Matera e occupa un intero isolato. Nel Cinquecento era l'unico edificio della città che si elevava per due piani al di sopra del piano stradale. Il piano terra, che ad oggi risulta interrato, presentava un portico con archi a tutto sesto (murati in un secondo momento per rinforzare i muri perimetrali). La parte superiore dell'edificio era decorata da un loggiato con archi a tutto sesto. Successivamente esso fu rimosso per alleggerire alcune stanze, mentre le volte a crociera e a botte furono sostituite con solai. Nell'atrio era presente una porta attraverso cui si raggiungevano i sotterranei, uno dei quali portava al cunicolo che collegava la Torre dell'orologio con la frazione di Borgo Tressanti.

## Palazzo Carmelo

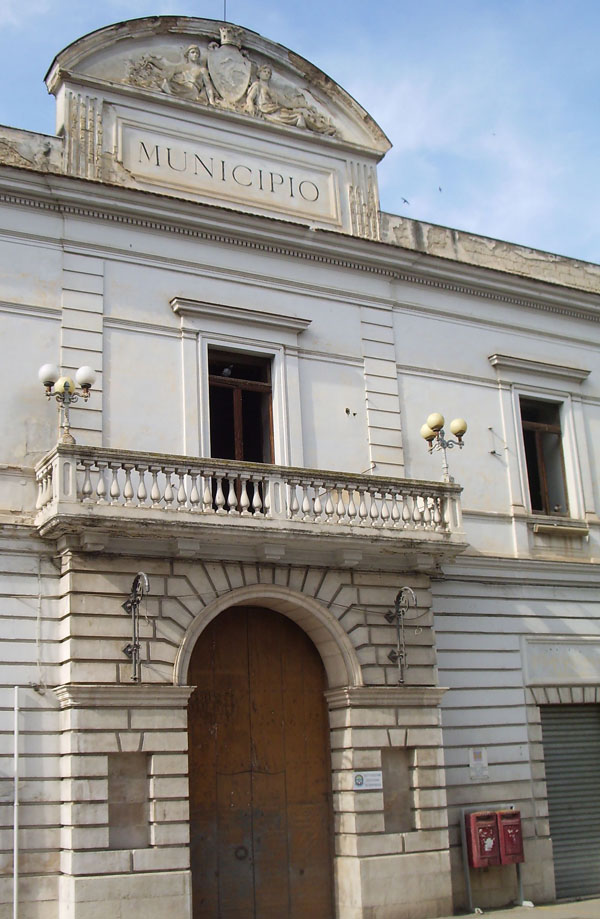
Palazzo Carmelo

Il palazzo è ubicato nell'antico convento dei Carmelitani. Con la soppressione di alcuni ordini monastici, in seguito all'editto di Saint Cloud, molte costruzioni religiose passarono nelle mani del demanio, tant'è che palazzo Carmelo divenne la nuova sede del municipio e fu adibito nel contempo a casa comunale, pretura e scuola pubblica. Il palazzo rimase di proprietà dello Stato fino al 1818, anno in cui fu stretto un accordo tra Papa Pio VII e Ferdinando I, che prevedeva la restituzione alla Chiesa degli edifici religiosi precedentemente sottratti e destinati in parte a funzioni pubbliche. Palazzo Carmelo fu, infatti, restituito al collegio San Carlo di Napoli, e il comune ottenne l'edificio in enfiteusi sino al 1909, anno in cui affrancò il canone e ne divenne l'unico proprietario, adoperandolo per funzioni comunali.

## Palazzo Coccia-Cirillo

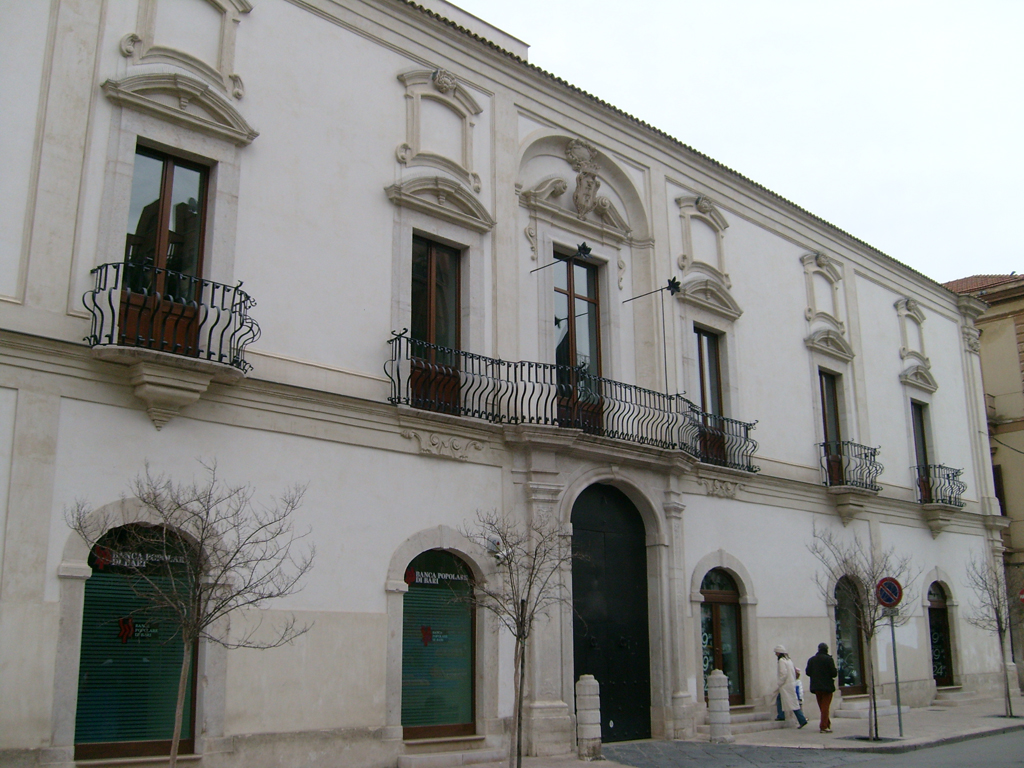
Palazzo Coccia-Cirillo

La costruzione del palazzo risale al 1779 per volontà di Giuseppe Coccia, il quale ne fece la residenza principale della famiglia. Il palazzo è stato testimone di diversi accadimenti storici che hanno interessato la città, quali ad esempio: l'occupazione dei repubblicani, il successivo attacco borbonico e la rivolta del 1947 in occasione dello sciopero generale. A causa di problemi economici che afflissero la famiglia Coccia, il palazzo fu messo all'asta e acquistato da Casimiro Cirillo nel 1870. La struttura nasce come villa suburbana con corte interna e giardino perimetrato, chiuso esternamente da case basse monovano. Il palazzo occupa un intero isolato che va da corso Garibaldi, dove vi è la facciata principale, a via Vittorio Veneto.

## Palazzo Ducale

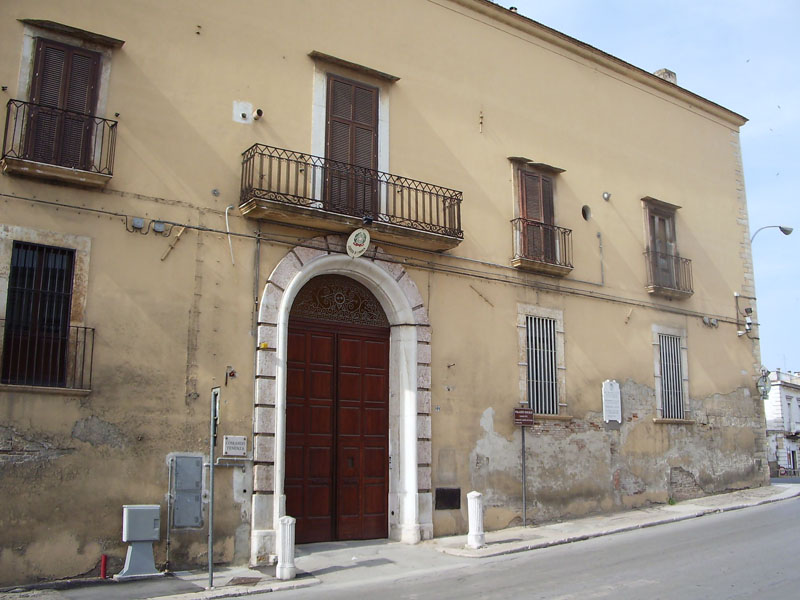
Palazzo Ducale

In origine era il castello della città e presentava una forma cilindrica. Col susseguirsi degli interventi, il sotterraneo così come il primo piano, mutarono radicalmente, dando alla costruzione l'aspetto di un palazzo. Il fossato, invece, fu lasciato invariato. Due torri (ognuna delle quali presentava una scalinata segreta che conduceva a un cunicolo sotterraneo), sul lato est dell'edificio, fungevano da porta d'ingresso. Come la maggior parte delle costruzioni più antiche della città, anche questa ha subìto gravi danni successivamente al terremoto del 1731. Proprio per questo si resero necessari lavori di restauro, che conferirono alla struttura la forma attuale. Nell'edificio si sono avvicendati molti dei feudatari della città: Simone de Parisiis, Ugone de Vicini, Giovanni Pipino da Barletta e Niccolò conte di Minervino. Attualmente il palazzo ospita il reparto di Tenenza della Guardia di Finanza.

## Palazzo "Ex Opera Pia Monte Fornari"

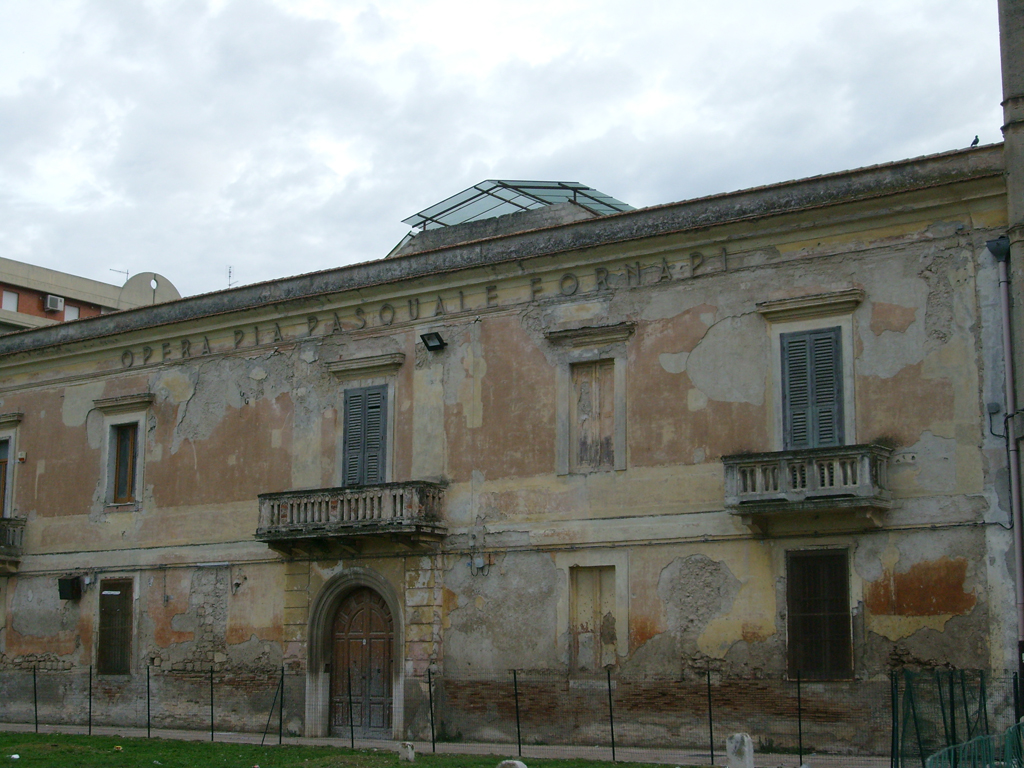
Facciata del complesso Monte Fornari

Il palazzo è ubicato in Piano San Rocco, luogo in cui si trovano le Fosse Granarie. L'edificio presenta una geometria di base rettangolare a cui si aggiunge un corpo allungato lungo via XXV Aprile. Esso consta di due piani con chiostrina interna.
La struttura portante è di tipo rigido con murature in pietra crosta perimetrale e di spinta a sostegno della volta. Il palazzo è stato realizzato in momenti diversi, subendo perciò ampliamenti successivi. Il pianoterra rappresenta il nucleo originario, già sede del monastero dei Domenicani (XVI secolo). In un secondo momento, il monastero fu interessato da lavori di sopraelevazione con la costruzione del primo piano (XIX secolo). Il palazzo ha, nel corso degli anni, assolto diversi compiti: inizialmente fu sede della caserma militare "Nino Bixio", poi convertita in orfanotrofio. Attualmente al suo interno è ospitato il museo civico del grano, grazie ai lavori di recupero e ristrutturazione finanziati dall'Amministrazione Comunale e dalla Comunità Europea tramite il GAL "Piana del Tavoliere".

## Palazzo Merlicco

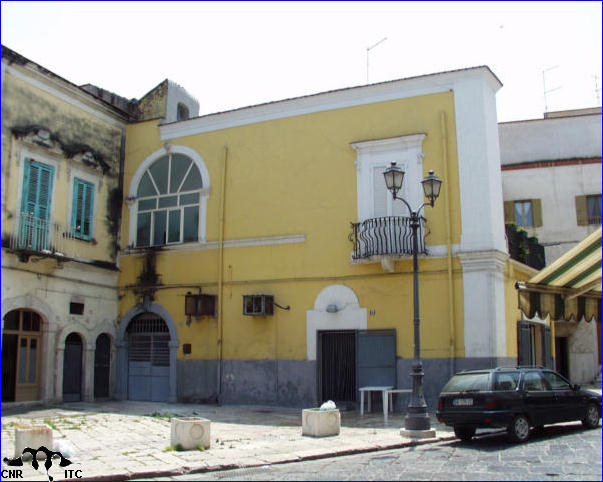
Facciata di Palazzo Merlicco

Il palazzo, edificato a ridosso delle antiche mura, occupa un'area di sedime definita da antichi tracciati viari, che hanno fortemente determinato l'aspetto planimetrico, creando un lotto di forma particolare.

## Scuola elementare "Giosuè Carducci"

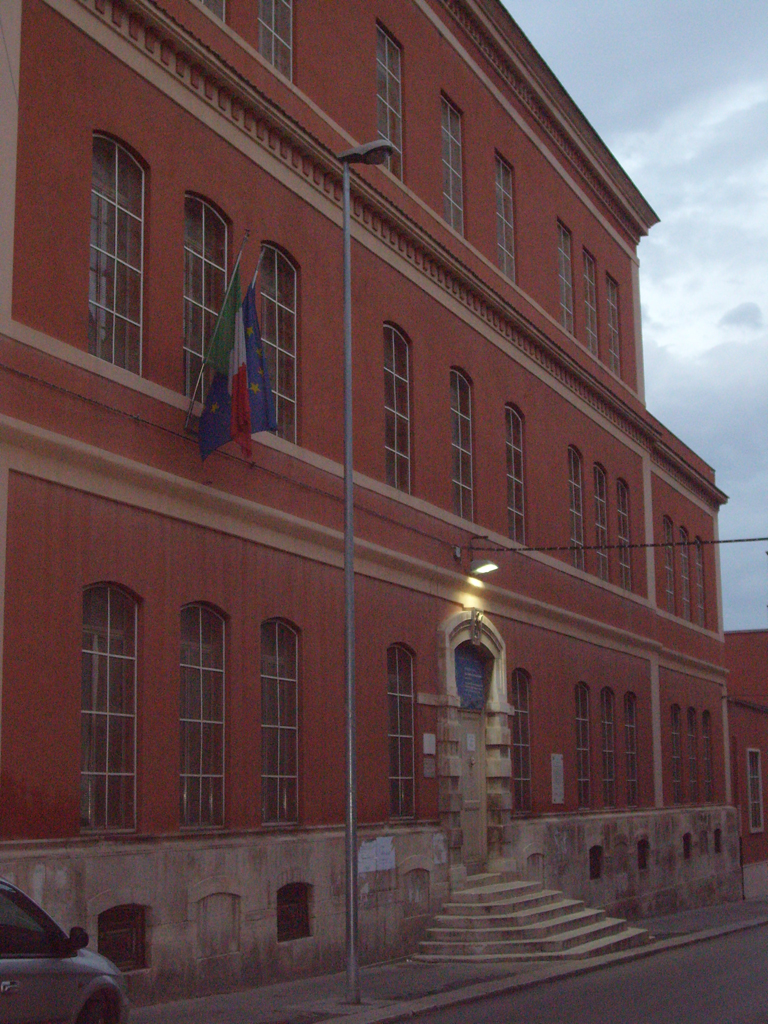
Facciata della Carducci

La Carducci, meglio nota come "La Defizia", è stata il primo edificio scolastico cittadino. La sua storia risale alla fine del XIX secolo. In quel periodo, infatti, le scuole cittadine erano ubicate in circa quaranta locali a pianterreno, disseminati in varie zone della città. Tali locali, però, non soddisfacevano più i requisiti igienico-sanitari imposti. Le strutture erano sprovviste di luce elettrica, ventilazione e finanche bagni. Da qui la necessità di costruire un edificio che fosse a norma. A tal scopo, il 7 dicembre 1898 il consiglio comunale - presieduto dal sindaco avvocato Remigio Palieri - destinò 60.000 lire per la realizzazione della struttura.
La fase successiva fu la scelta del sito su cui costruire la scuola. Diverse aree furono vagliate: la "Terra Vecchia", le zone periferiche e la piazza del duomo "Tonti". Inizialmente la scelta ricadde sul borgo antico, ma questa ipotesi fu subito abbandonata per gli ingenti costi. L'unica alternativa possibile rimase piazza Tonti, al centro tra i palazzi Vietri-Tonti e La Rochefoucauld. La posa della prima pietra si ebbe il 4 dicembre 1905 e interessò solo l'edificio scolastico femminile. Contrariamente al progetto iniziale dell'ingegner Luigi Bitani, dei due edifici previsti fu realizzato unicamente quello femminile (noto appunto come "La Defizia").
L'istituto, intitolato nel 1906 a Giosuè Carducci, fu sede della 1ª Direzione Didattica, a cui facevano capo tutte le elementari cittadine, ospitò inoltre la prima biblioteca comunale, donata poi nel 1936 dal professore Saverio Pugliese al Comune. Il secondo edificio non fu mai costruito a causa di problemi economici e dissapori con le ditte appaltatrici.
Nel 1985, i lavori di restauro che interessarono la Carducci, portarono all'annessione dell'edificio "Tommaso Russo" (che fino a poco tempo prima aveva ospitato il liceo classico e il ginnasio) alla stessa. I lavori interconnetterono le due costruzioni in modo da realizzare un unico edificio.

## Altri palazzi storici
- Ospedale "Tommaso Russo"
- Palazzo Antonellis
- Palazzo Bonito
- Palazzo Chiomenti
- Palazzo Coccia
- Palazzo de Leo
- Palazzo de Parisiis
- Palazzo del Gesù
- Palazzo dei Gesuiti
- Palazzo della Chiesa
- Palazzo Gala
- Palazzo La Rochefoucauld
- Palazzo Labia
- Palazzo Manzari
- Palazzo Matera
- Palazzo Moccia
- Palazzo Pavoncelli
- Palazzo Pignatari
- Palazzo Pignatelli
- Palazzo Reitani
- Palazzo Tonti
- Palazzo Vacca
- Palazzo Zezza
- Palazzo Zezza (piazza Matteotti)
- ex Palazzo di Giustizia[1]

## Galleria d'immagini

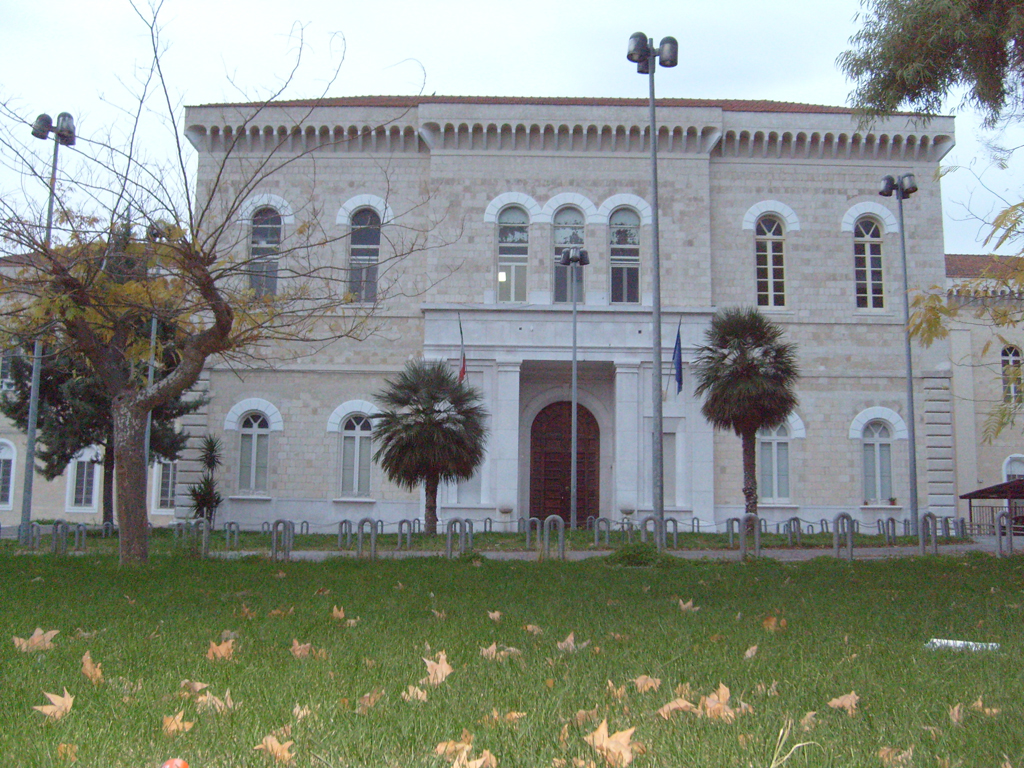
Ospedale "Tommaso Russo"
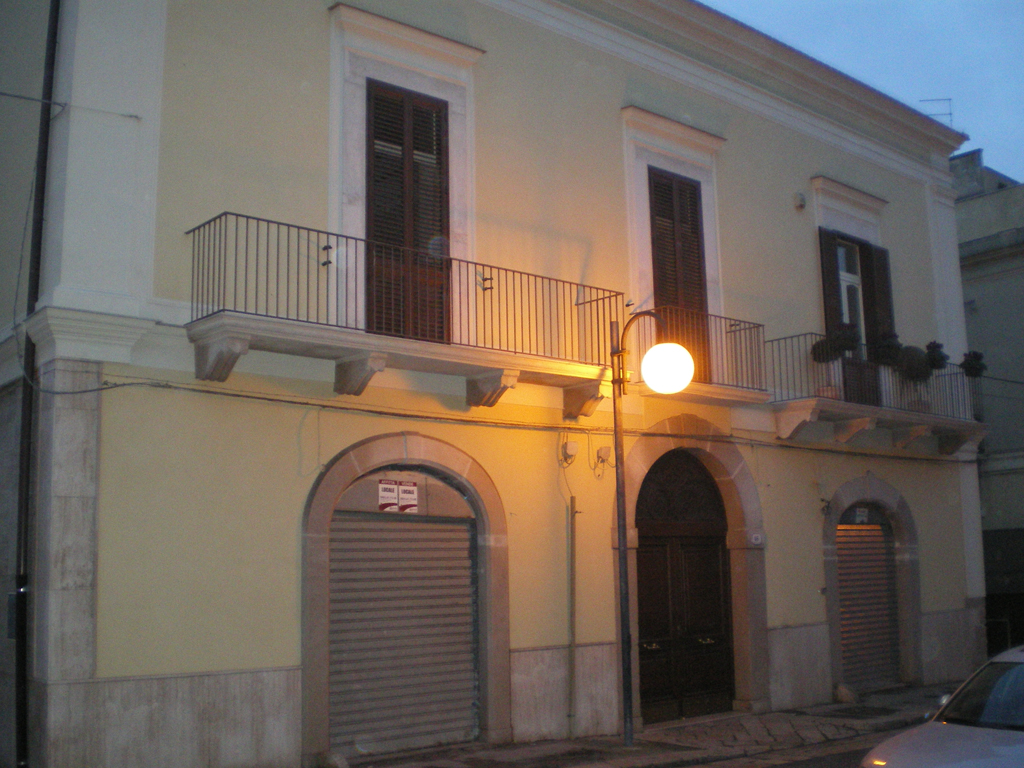
Palazzo Antonellis
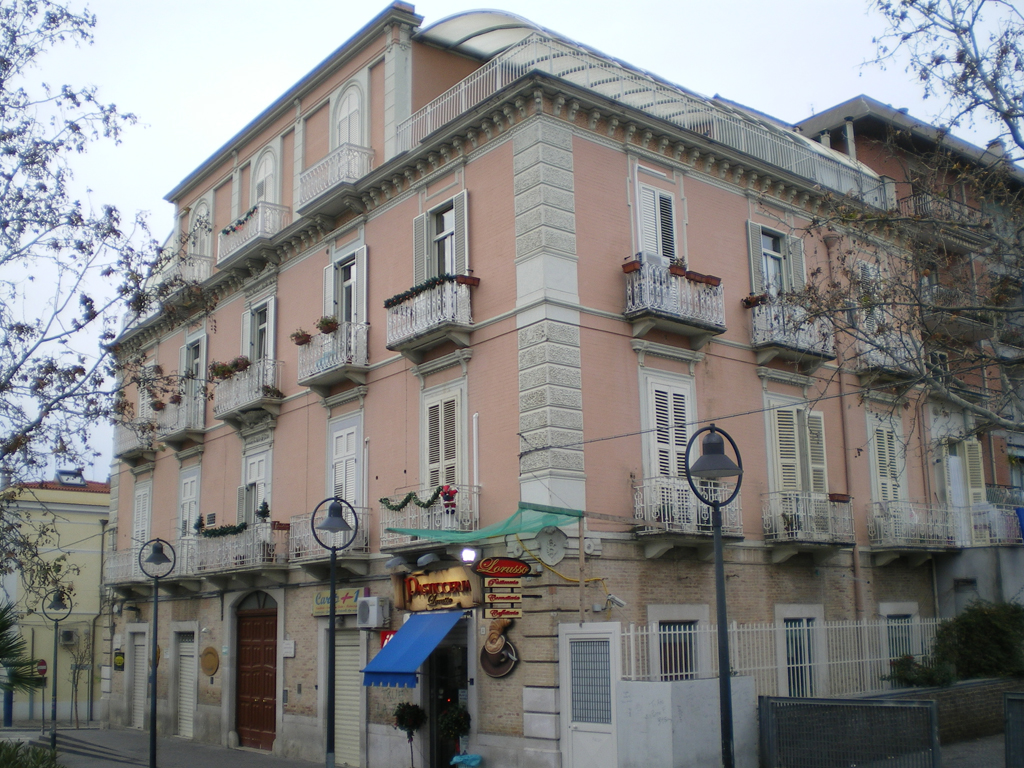
Palazzo Bonito
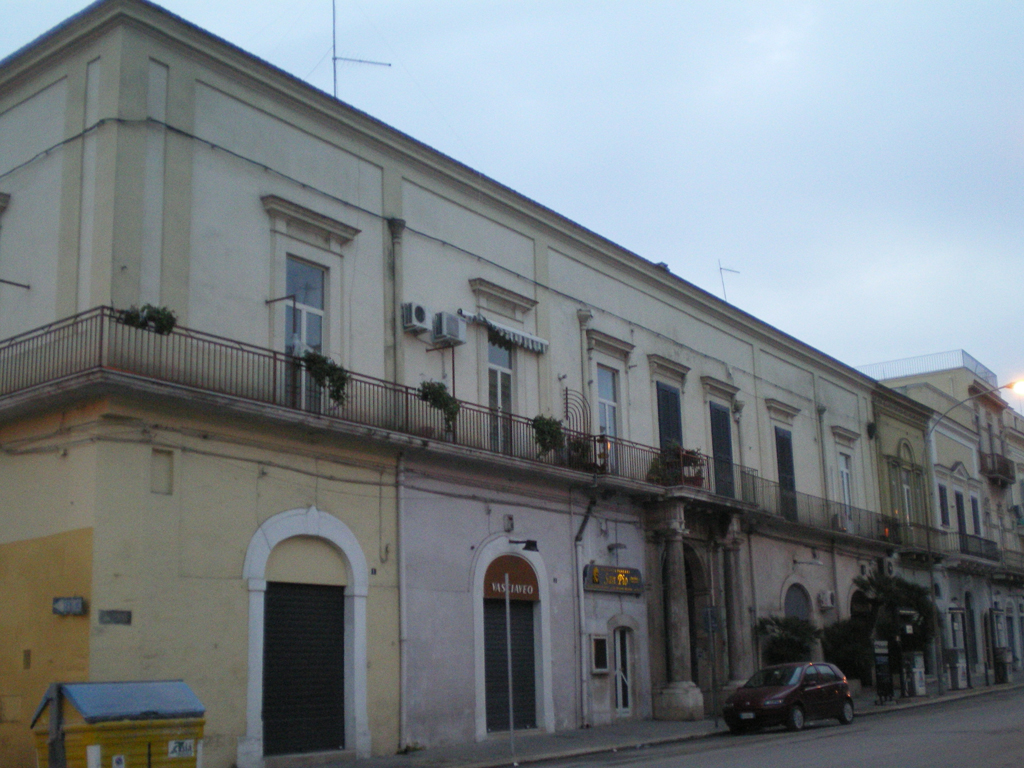
Palazzo Chiomenti
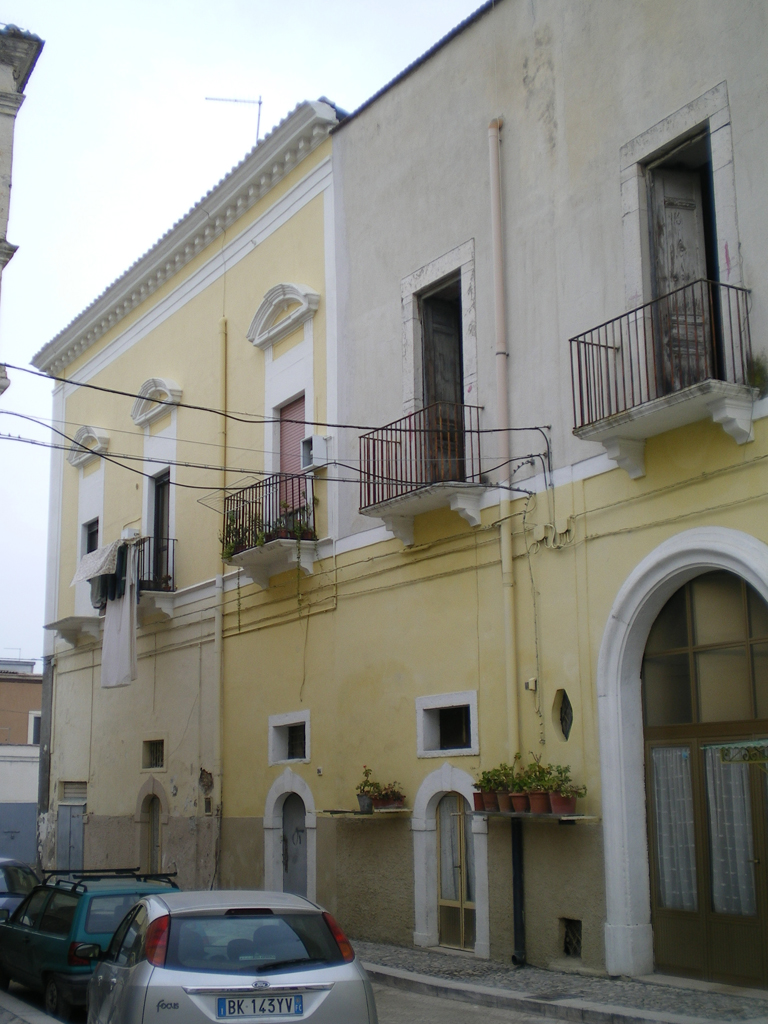
Palazzo de Parisiis
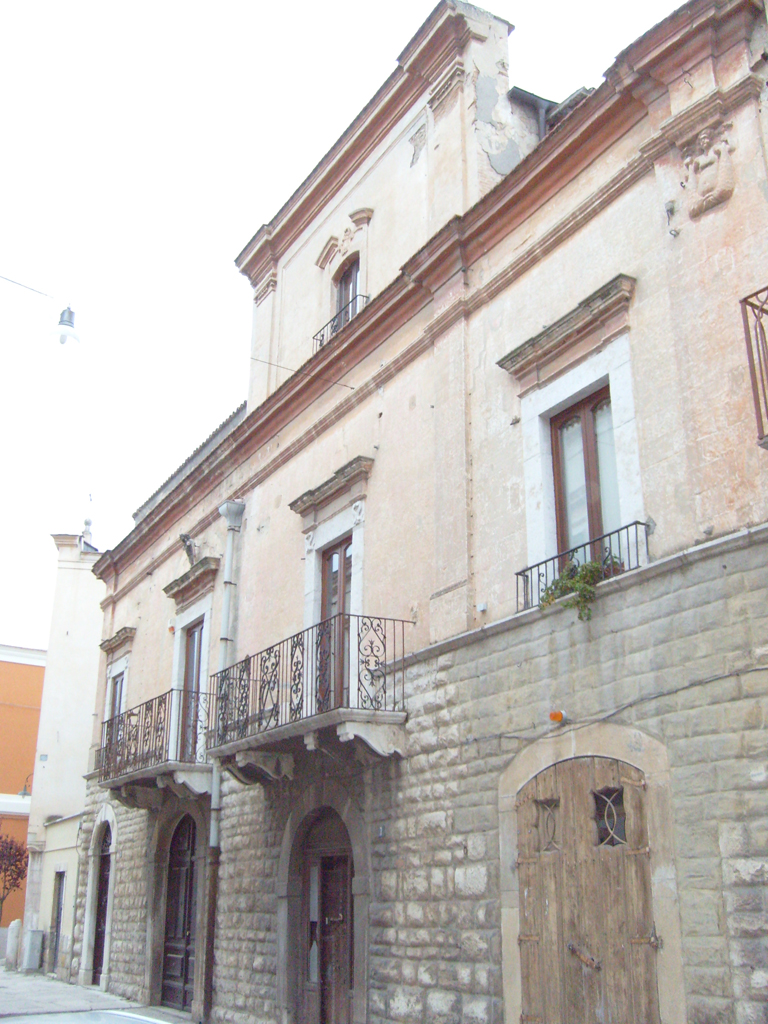
Palazzo del Gesù
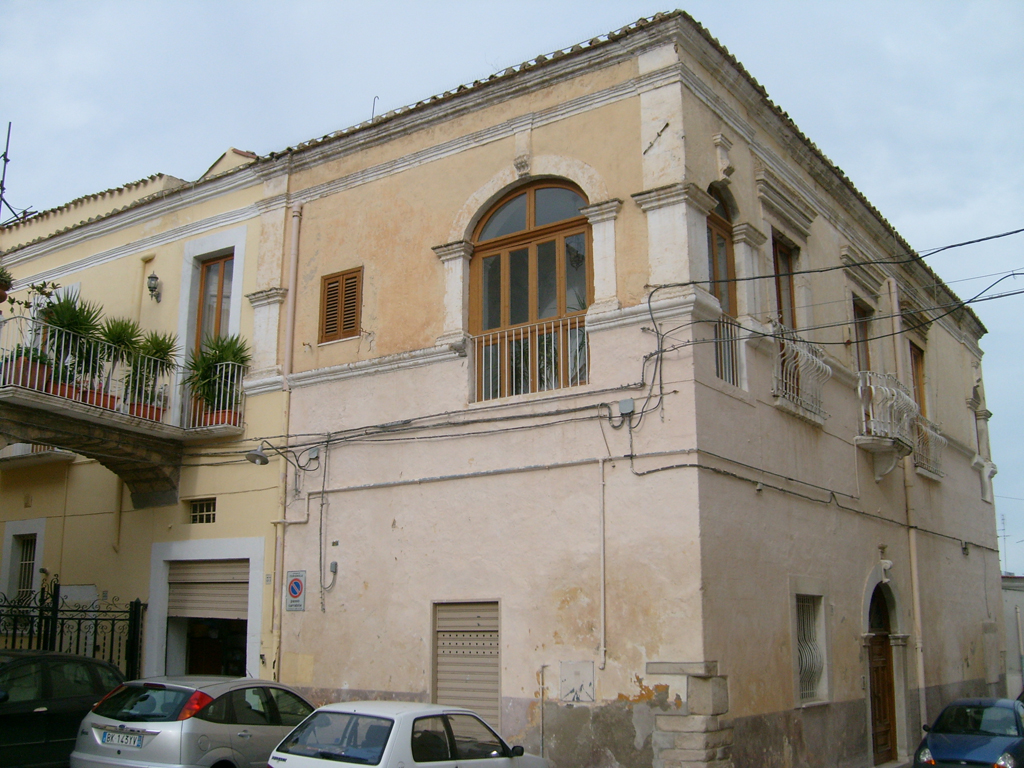
Palazzo Gala
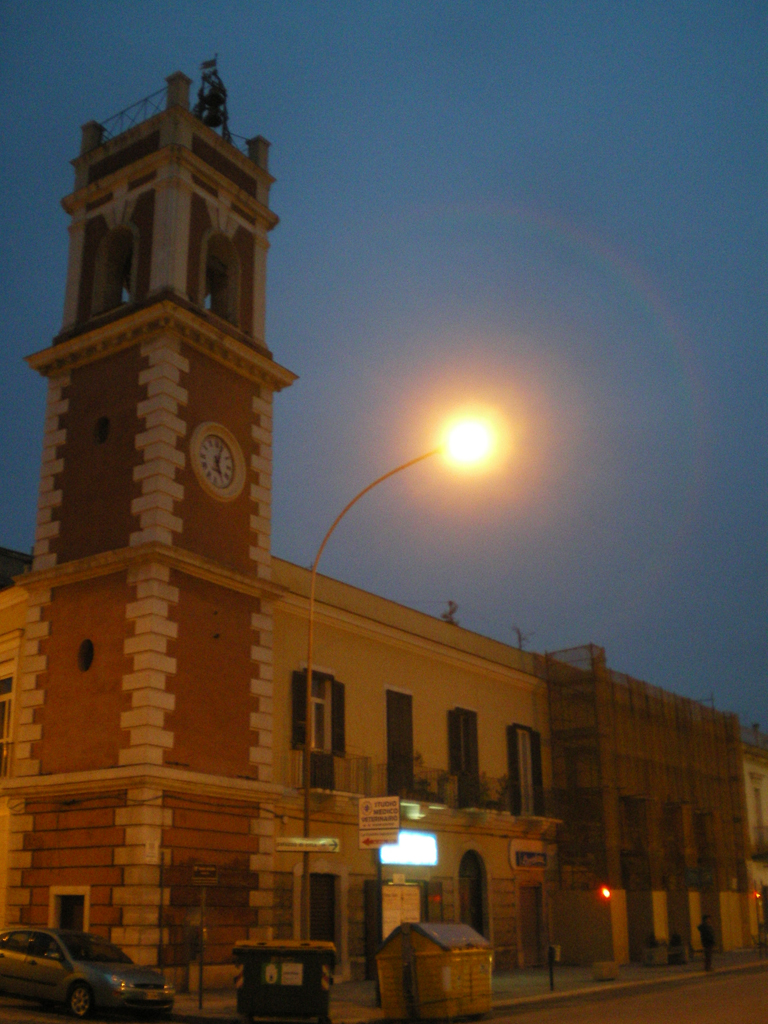
Palazzo La Rochefoucauld
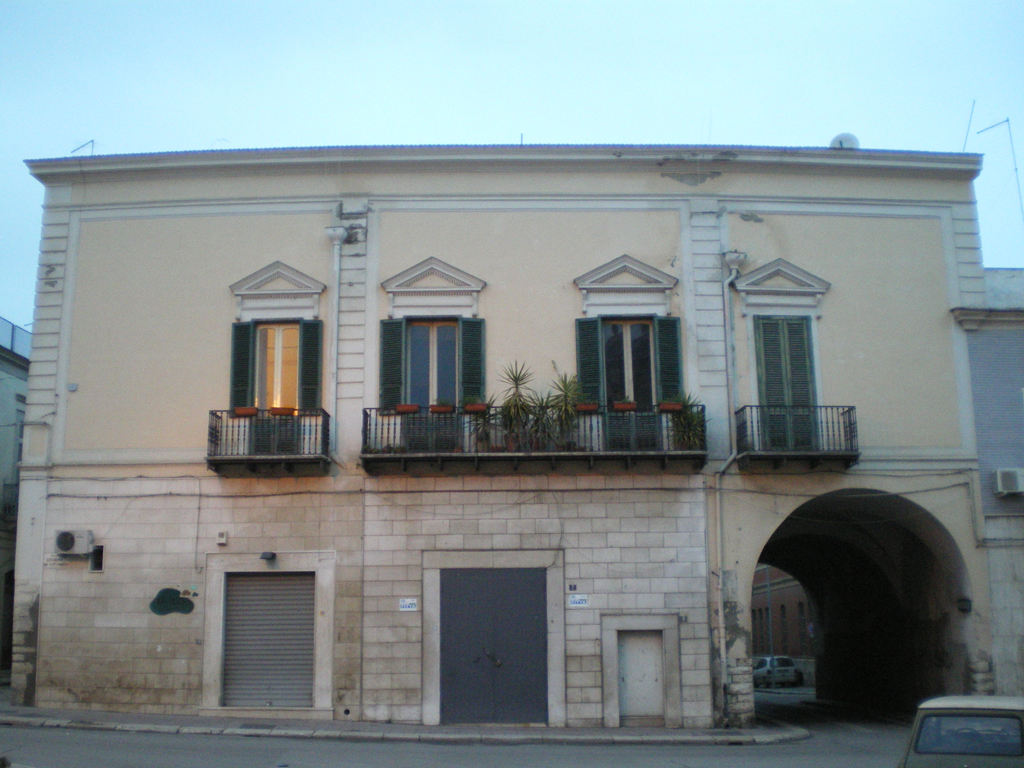
Palazzo Labia
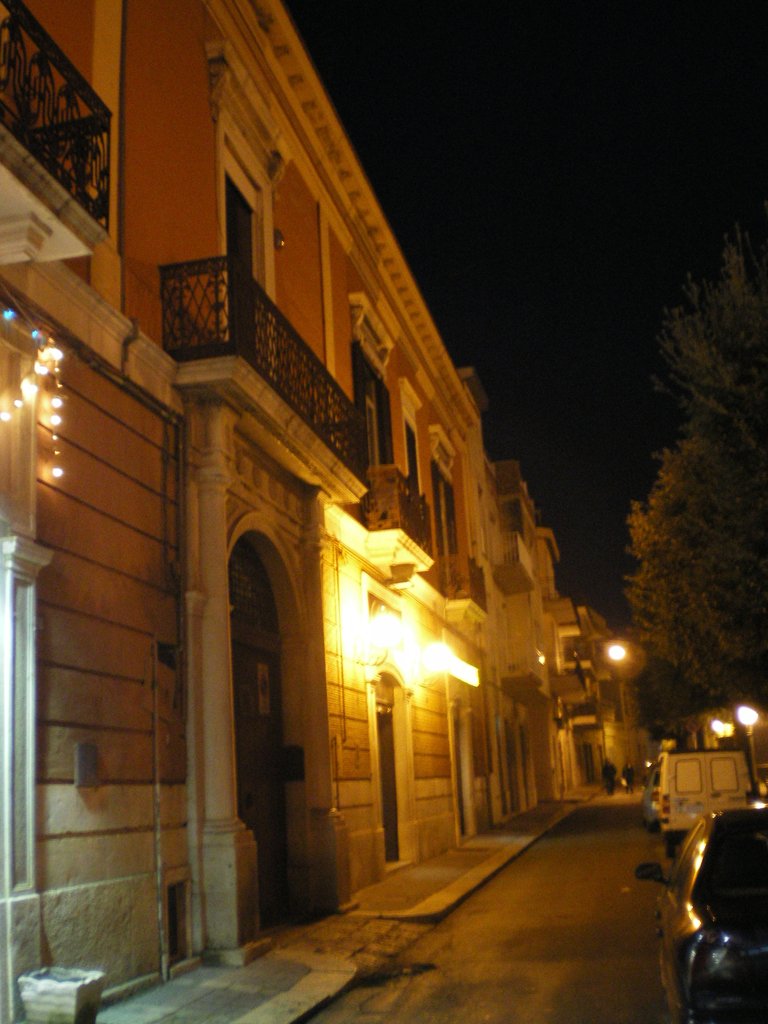
Palazzo Manzari
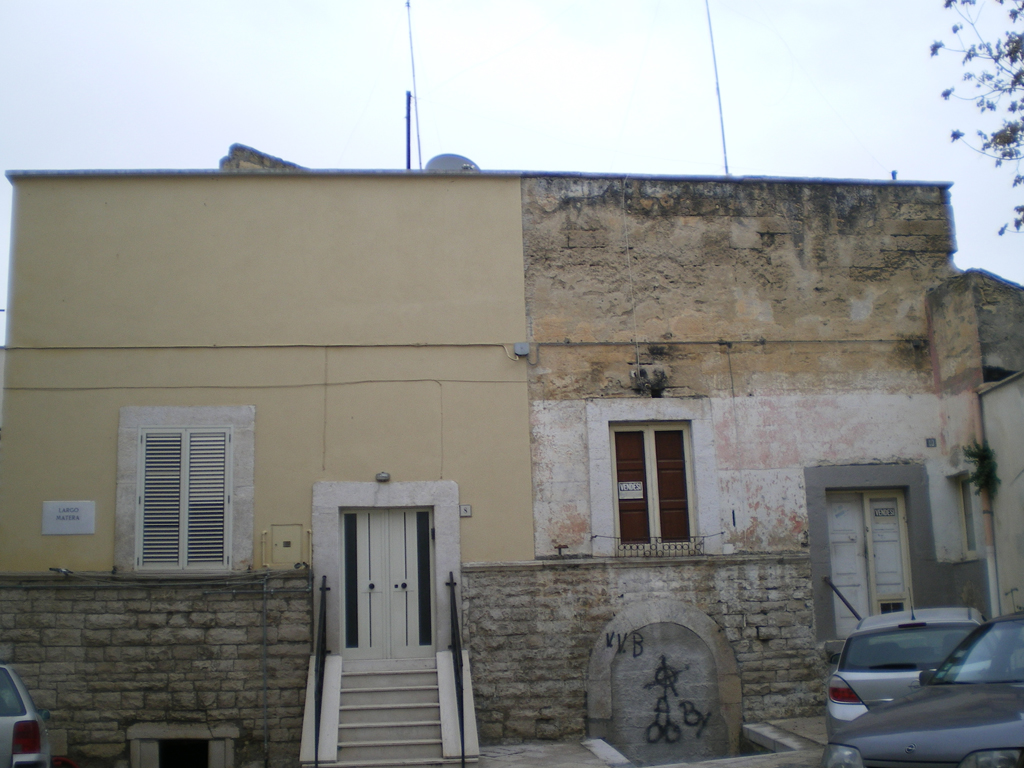
Palazzo Matera
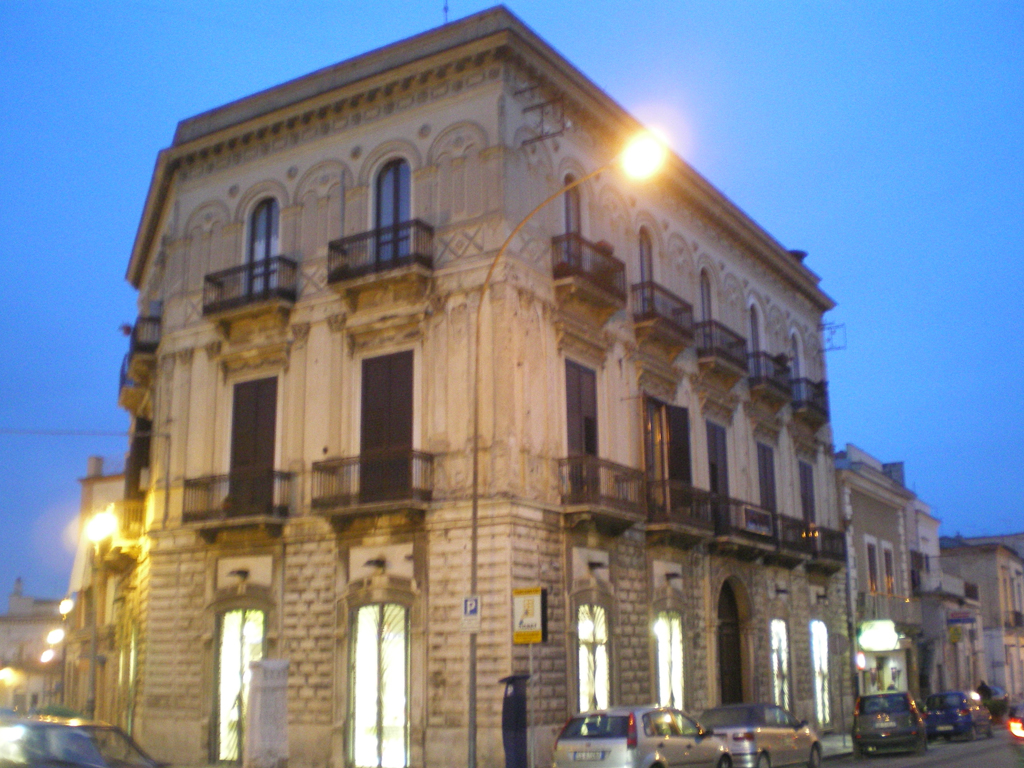
Palazzo Moccia
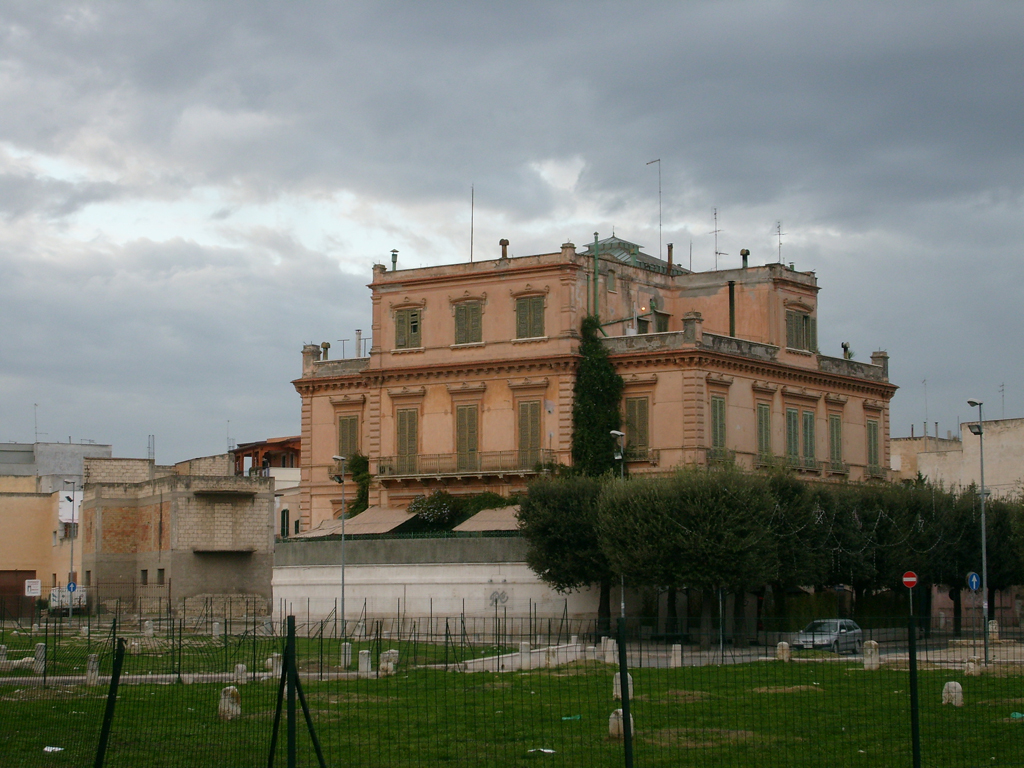
Palazzo Pavoncelli
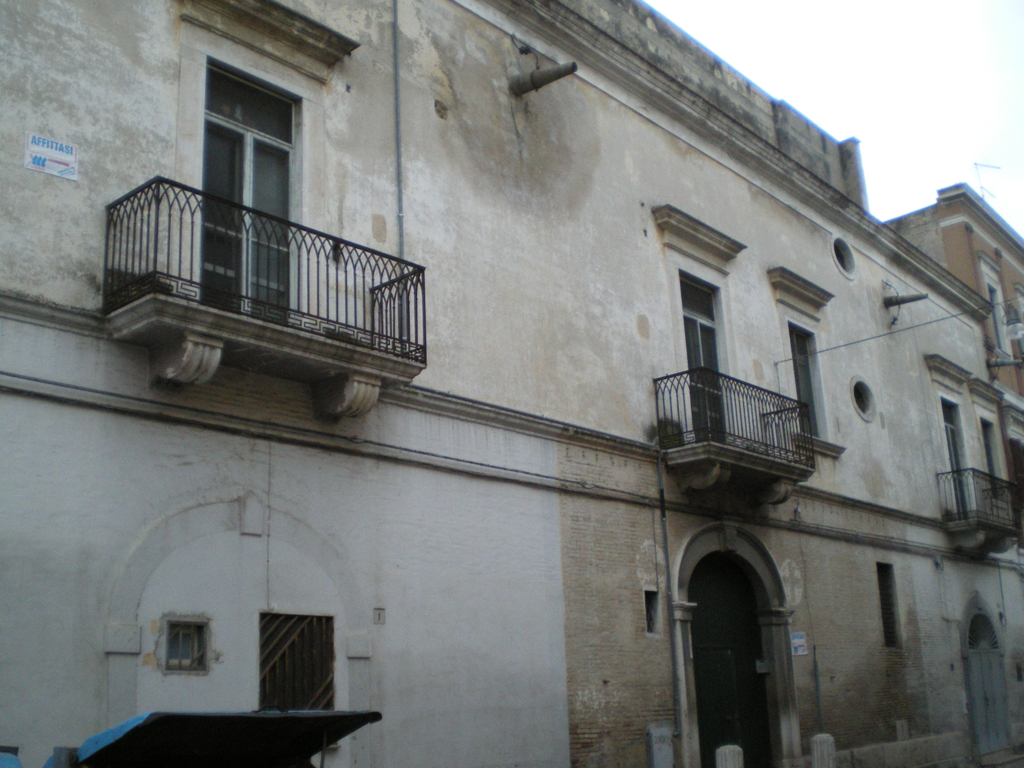
Palazzo Pignatari
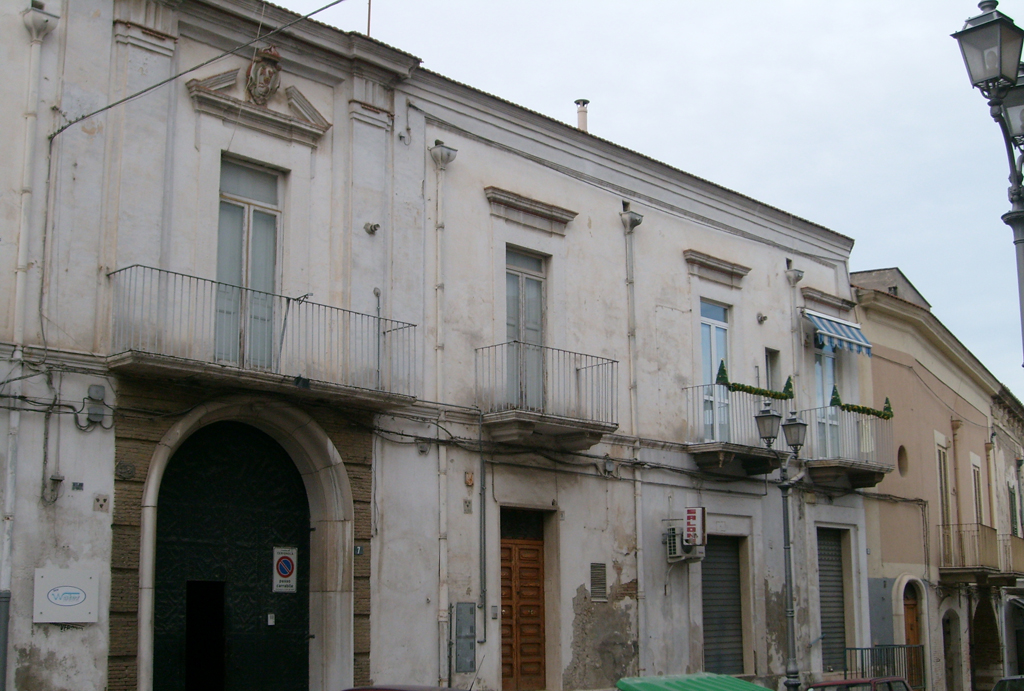
Palazzo Pignatelli
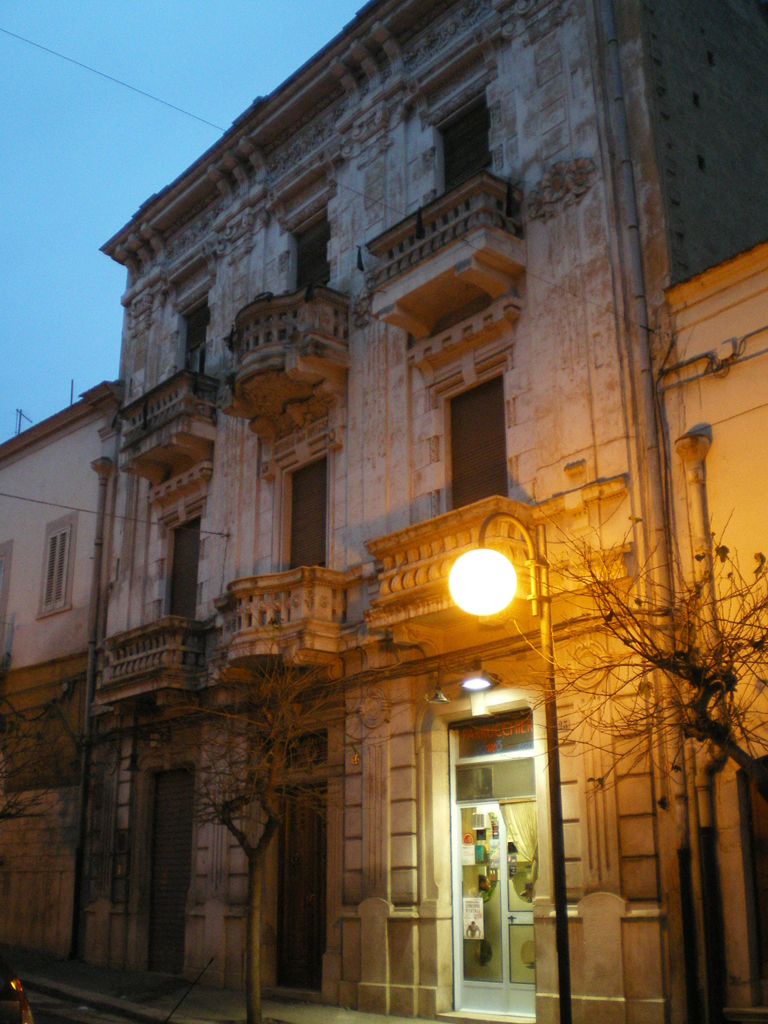
Palazzo Reitani
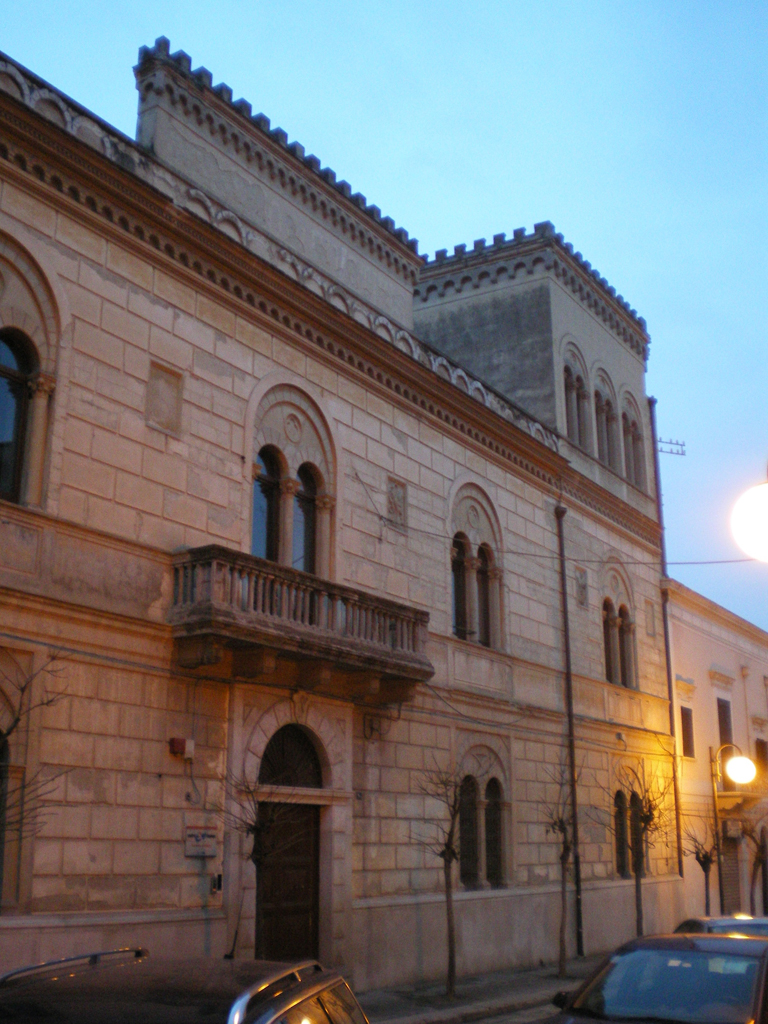
Palazzo Tonti
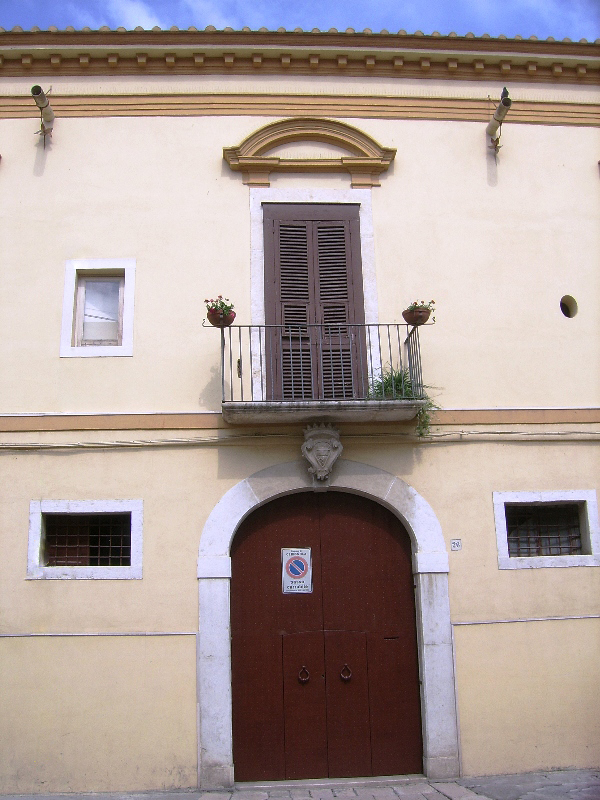
Palazzo Zezza
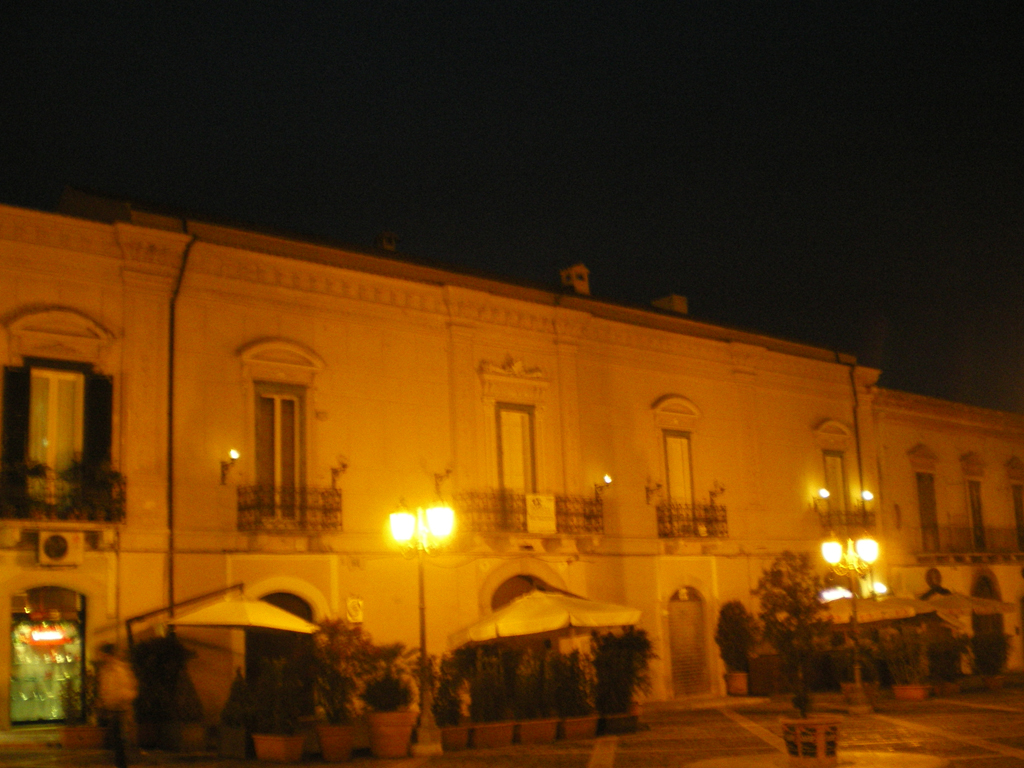
Palazzo Zezza (piazza Matteotti)